# Платавское сельское поселение
Платавское сельское поселение — муниципальное образование в Репьёвском районе Воронежской области.
Административный центр — село Платава.

## Административное деление
В состав поселения входят 2 населённых пункта:
- село Платава;
- хутор Красный Пахарь.

## Население
| 2010 | 2012 | 2013 | 2014 | 2015 | 2016 | 2017 |
| ---- | ---- | ---- | ---- | ---- | ---- | ---- |
| 982  | ↘974 | ↗975 | ↘946 | ↘907 | ↘883 | ↘881 |
| 2018 |      |      |      |      |      |      |
| ↘858 |      |      |      |      |      |      |

## Экономика
Основная масса трудоспособного поселения занята в сферах сельскохозяйственного и животноводческого производств. На территории Платавского сельского поселения располагается вся инфраструктура частного фермерского хозяйства «Репьевка-1», обладающего обширным людским и машинным потенциалом и являющимся одним из наиболее развитых и передовых в Репьевском районе.